# Mordellochroa scapularis
Mordellochroa scapularis är en skalbaggsart som först beskrevs av Thomas Say 1824.  Mordellochroa scapularis ingår i släktet Mordellochroa och familjen tornbaggar. Inga underarter finns listade i Catalogue of Life.